# John Hall (Politiker, 1729)
John Hall (* 27. November 1729 bei Annapolis, Province of Maryland; † 8. März 1797 ebenda) war ein US-amerikanischer Politiker. Im Jahr 1775 war er Delegierter für Maryland im Kontinentalkongress.

## Werdegang
John Hall besuchte die öffentlichen Schulen seiner Heimat. Nach einem anschließenden Jurastudium und seiner Zulassung als Rechtsanwalt begann er in Annapolis in diesem Beruf zu arbeiten. In den 1770er Jahren schloss er sich der Revolutionsbewegung an. Er wurde Mitglied im Sicherheitsausschuss von Maryland. Außerdem gehörte er dem verfassungsgebenden Konvent dieses Staates an. Im Jahr 1775 vertrat er Maryland im Kontinentalkongress. In den folgenden Jahren praktizierte John Hall wieder als Anwalt. Er starb am 8. März 1797 auf seiner Plantage The Vineyard bei Annapolis.